# Поздеєво
Позде́єво (рос. Поздеево) — присілок в Глазовському районі Удмуртії, Росія.

## Населення
Населення — 6 осіб (2010; 7 в 2002).
Національний склад станом на 2002 рік:
- росіяни — 71 %
- удмурти — 29 %

## Урбаноніми[3]
- вулиці — Польова, Центральна